# Funker

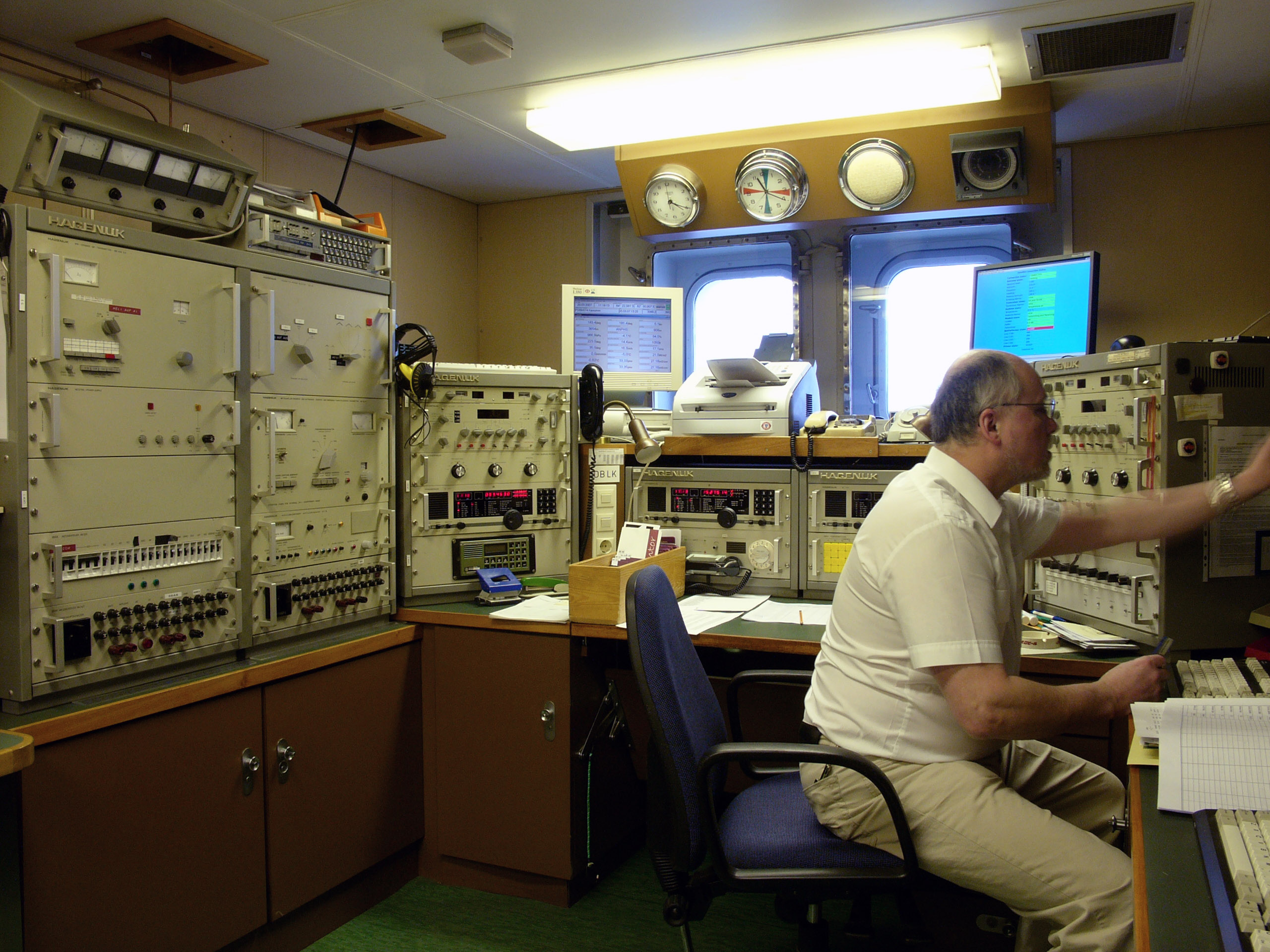
Funkraum auf dem Forschungsschiff Polarstern

Funker bezeichnet eine Person, die für den Betrieb einer Funkanlage zuständig ist. Der eigenständige Berufszweig des Funkers ist mit der Digitalisierung und Automatisierung des Funkverkehrs in den letzten Jahrzehnten weitgehend überflüssig geworden. Dennoch gibt es auch heute noch Funker auf Schiffen und im militärischen Bereich. Meist ist der Funkbetrieb mittlerweile nur eine von mehreren Aufgaben eines Funkers.

## Funker im Seefunkdienst

Funker-Treffen von verschiedenen Küstenfunkstellen (um 1920)

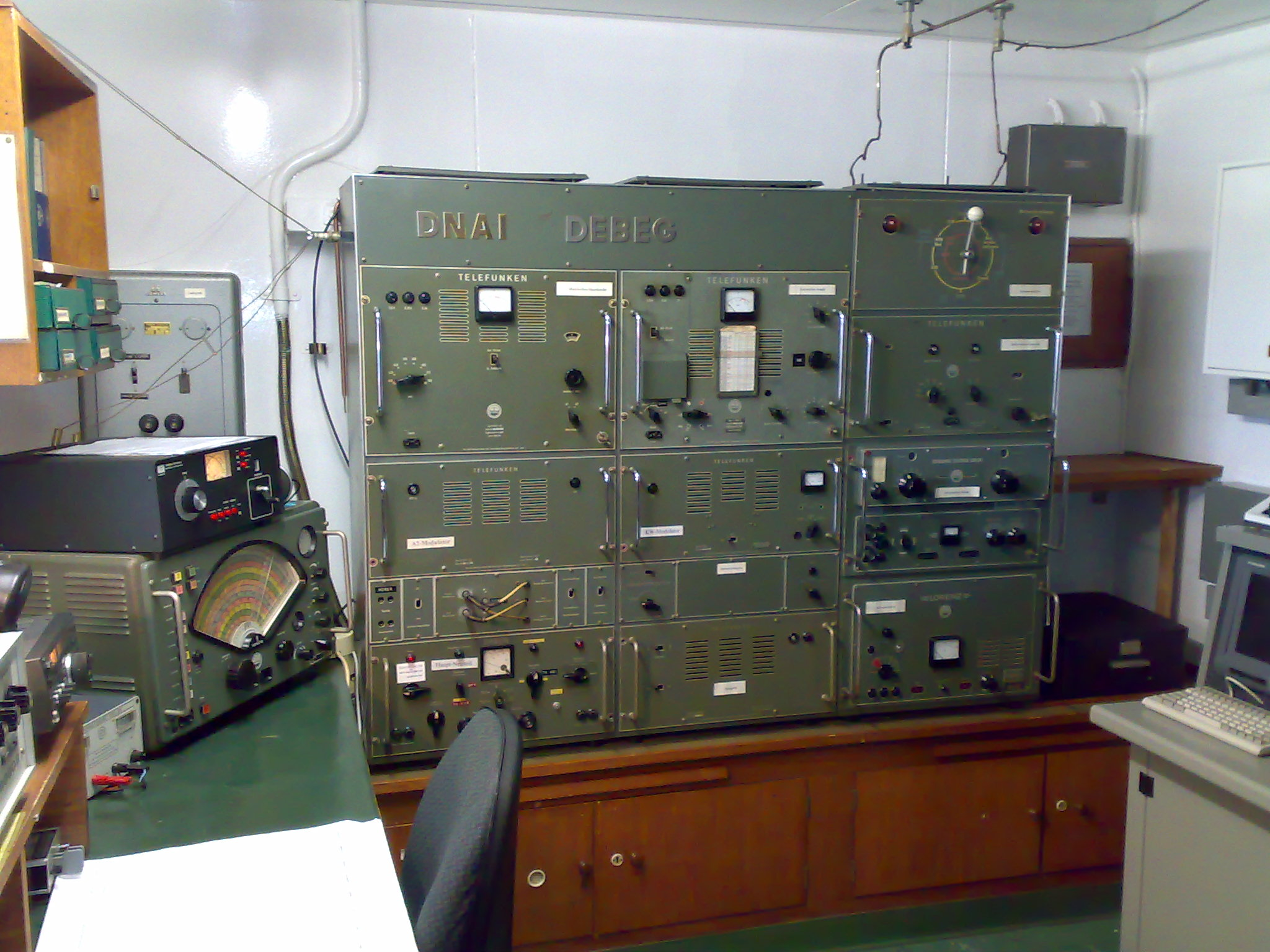
„Funk-Telegrafiestation“ (FT-Raum) auf der Cap San Diego, Rufzeichen DNAI (Mitte 1960er Jahre)

In der Schifffahrt wurde um 1900 herum mit der Einrichtung von Seefunkstellen („Marconi-Station“ bzw. „Funken-Telegraphie/FT-Station“) begonnen und jedes damit versehene Schiff musste über eine Person verfügen, die das Morsealphabet beherrschte und die neue Technik bediente. In der Marconi-/FT-Station waren neben dem Detektorempfänger für den Empfang auch der Knallfunkensender (ab 1908 auch Löschfunkensender) untergebracht. Für die optische Signalübermittlung beherrschte der Funker in der Regel neben dem Morse- auch das Flaggenalphabet. Ein erstes Flaggen-Signalbuch war 1857 vom britischen Board of Trade veröffentlicht worden und bildete die Grundlage für das 1901 verabschiedete Internationale Signalbuch, das eine gemeinsame Basis für die Kommunikation auf See zur Verfügung stellte.
Als erste deutsche Reederei rüstete der Norddeutsche Lloyd im Februar 1900 den Schnelldampfer Kaiser Wilhelm der Große mit einer Station von Marconi's Wireless Telegraph Company aus und stellte entsprechende Gegenstellen auf Borkum und dem Feuerschiff Borkumriff auf; anfangs nur zur Übermittlung der voraussichtlichen Ankunftszeit des Schiffes in Bremerhaven. Die Stationen wurden mit hauptberuflichen Funkern besetzt. Der Beruf des Funkoffiziers war entstanden.
Anfangs stellten die Hersteller der Funkanlagen Geräte und Personal auf den Schiffen und vermieteten diese an deren Reedereien. Die Ausrüstung von Passagierschiffen stand auch aus kommerziellem Interesse im Vordergrund, da bei den meist wohlhabenden Passagieren mit einer großen Zahl an damals teuren Telegrammen zu rechnen war. Die Ausrüstung von Handelsschiffen erfolgte dagegen nur zögerlich. Erst nach dem Untergang der Titanic Mitte April 1912 wurde die International Convention for the Safety of Life at Sea Ende 1913 einberufen, die von einem Funkoffizier durchgehend besetzte Funkanlage an Bord verlangte. Auf britischen, italienischen und Schiffen anderer Nationen waren Anlagen der Marconi International Marine Communication Company eingebaut.
Auf deutschen Schiffen nahm die am 14. Januar 1911 gemeinsam von Siemens & Halske (S & H), der AEG, Telefunken und den belgischen Lizenznehmern der Marconi-Gesellschaft gegründete Deutsche Betriebsgesellschaft für drahtlose Telegraphie (DEBEG) diese Aufgaben wahr und stellte Funker zu ihren Anlagen. Bereits 1903 war auf Drängen von Kaiser Wilhelm II. die Gesellschaft für drahtlose Telegraphie m.b.H., System Telefunken gegründet worden und führte auf dem Gebiet der neuen drahtlosen Nachrichtentechnik die Aktivitäten der beiden rivalisierenden Firmen Siemens und AEG zusammen. Die Telefunken-Gesellschaft entwickelte und vermarktete für die zivile Schifffahrt, das Militär sowie die interkontinentale Nachrichtenübermittlung Funk- und Empfangsanlagen und stand dabei in Konkurrenz zur deutschen C. Lorenz in Berlin und der britischen Marconi-Gesellschaft.
Die Funkoffiziere nahmen am öffentlichen Nachrichtenaustausch teil und wurden auf das Fernmeldegeheimnis verpflichtet, da sie durch ihre Tätigkeit Kenntnis der Nachrichteninhalte erhielten. Bei Androhung von Gefängnisstrafe durften sie keinem Dritten die von ihnen erlangten Informationen weitergeben. Ein Funkoffizier auf einem Handelsschiff hatte acht Stunden Dienst in einem zwei Stunden Wache/zwei Stunden Freiwache System, bis acht Stunden abgeleistet waren. In den Freiwachen und in der Zeit einer Abwesenheit vom Funkraum lief das Autoalarmgerät. Dabei handelte es sich um einen Empfänger, der fest auf die internationale Seenotfrequenz 500 kHz (600-Meter-Welle) abgestimmt war und das Autoalarmsignal auswerten konnte, das aus einer Folge von 12 Sendertastungen von je vier Sekunden Dauer besteht. Nach dem vierten Signal musste es einen Alarm im Wohnraum des Funkoffiziers und auf der Brücke auslösen.
Die Ausbildung der Funkoffiziere nach 1950 in Deutschland wurde an Seefahrtschulen vorgenommen. Nach Ablegung einer Prüfung bei den Fernmeldebehörden erhielten sie ein Patent ausgehändigt, mit dem sie sich bei Reedereien um eine Anstellung bemühen konnten. Wie auch in anderen Berufen wurde der Funkoffizier mit allerlei Spitznamen bedacht, als da sind: Sparks, Marconista, Funkenpuster, Funker, Telgraphista. Der Bezug zu den Funken geht auf die Anfangszeit der Funktechnik zurück, als die Knall- und Löschfunkensender tatsächlich große Funkenerzeuger waren.
Vielfach übernahm der Funkoffizier auch die Verwaltungsarbeit, führte in fremden Häfen die Einklarierung durch.
Der Beruf des Funkoffiziers war immer eng verbunden mit der drahtlosen Telegrafie im Seefunk. Am 1. Februar 1999 endete die Ära des analog betriebenen Seefunks durch die endgültige Einführung des weltweiten Seenot- und Sicherheitsfunksystems Global Maritime Distress Safety System (GMDSS). Der Berufsstand des Funkoffiziers wird dabei nicht mehr benötigt.

## Funker im Flugfunkdienst

Deutsches Sprechfunkzeugnis für den Flugfunk

Der Mobile Flugfunkdienst, also der Funkverkehr von Flugzeugen zu Bodenstationen oder von Flugzeug zu Flugzeug, wurde früher von Bordfunkern abgewickelt. Zu einer Cockpit-Crew gehörte neben den beiden Piloten auch immer noch ein Techniker, der meist als Funker bezeichnet wurde.
In den 1950er Jahren wurde der Telegrafieverkehr im Flugfunk abgeschafft und häufig übernahm der Copilot den Funkverkehr statt des Funkers. Das Hamburger Nachrichtenmagazin Der Spiegel berichtete im August 1958 in einem ausführlichen Artikel über den Absturz der KLM Super Constellation „Hugo de Groot“ und die verspätete Suche nach der Maschine wegen mangelndem Funkverkehr. Störungen des Sprechfunkbetriebs über dem Nordatlantik galten in der Fliegerei in dieser Zeit als alltäglich. Die Flugsicherung in Shannon beschränkte sich zunächst darauf, über die Küstenfunkstation „Valentia Radio“ in Irland der Schifffahrt mitzuteilen, dass sich das Flugzeug nicht mehr gemeldet habe, gab aber keine Positionsmeldung durch. Der Spiegel schrieb, dass die Störanfälligkeit des Funkverkehrs zwischen Flugzeug und Bodenstation „paradoxerweise auf eine technische Neuerung zurückzuführen“ sei. Einige Luftverkehrsgesellschaften hatten, in Übereinstimmung mit den Sicherheitsempfehlungen der internationalen Zivilluftfahrt-Organisation ICAO, im Transatlantik-Verkehr vollends von Telegrafie auf Sprechfunkverkehr umgestellt. Die über dem Nordatlantik abgestürzte KLM-Maschine hatte deshalb keinen hauptamtlichen Funker an Bord. Die KLM-Direktion hatte vor dem Absturz erklärt: „Der Sprechfunk hat sich bewährt. Er macht die Übermittlung von Nachrichten zwischen dem Funker und dem Piloten, bei der leicht Mißverständnisse auftreten können, überflüssig, weil der Pilot alle Meldungen selbst empfängt oder abgibt.“ Funkexperten schlossen damals die Möglichkeit nicht aus, dass vielleicht doch einige Überlebende hätten gerettet werden können, wenn für Notfälle ein übliches Telegrafiefunkgerät an Bord der holländischen Maschine gewesen wäre. Dass ein Berufsfunker vielleicht noch Zeit gefunden hätte, einen Notruf zu senden, schließen die Experten aus einigen Indizien: Von den Rettungsschiffen wurde ein Kind aufgefunden, dem eine Schwimmweste angelegt worden war. Bei einem plötzlichen Absturz oder einer Explosion wäre dazu keine Zeit mehr gewesen.
Bei den Sprechfunk-Anlagen dieser Zeit luden sich die Antennen in Dunstschichten aus Eiskristallen oder Wassertropfen zuweilen so stark elektrisch auf, dass Mitteilungen der Bodenstationen an Bord kaum noch verständlich aufgenommen werden konnten.
Zunächst schafften die Königlich-Niederländischen Luftverkehrsgesellschaft (KLM) und der Pan American World Airways (PAA) auf dem Nordatlantikverkehr die Berufsfunker an Bord ab.

## Funker im militärischen Funkdienst
Die Fernmeldetruppe (Reichswehr, Wehrmacht und NVA: Nachrichtentruppe; Schweizer Armee: Übermittlungstruppen) ist in den meisten Streitkräften eine eigenständige Truppengattung, Spezialtruppe oder ein Dienstteilbereich.

### Wehrmacht
Funker und Oberfunker waren in der Wehrmacht die niedrigsten Mannschaftsdienstgrade in den Fernmeldeverbänden. Funkmeister hingegen war die Funktionsbezeichnung beispielsweise für einen Fernmelde-Feldwebel in einer Funk-Kompanie. Ein weiterer Dienstgrad war Oberfunkmeister.

### Bundeswehr
In der Bundeswehr werden Funker ausgebildet, die in den verschiedenen Teilstreitkräften arbeiten. Die zentrale Ausbildungseinrichtung ist das Ausbildungszentrum CIR.
Soldaten im niedrigsten Dienstgrad in Truppenteilen der Fernmeldetruppe, in Truppenteilen der Fernmeldetruppe EloKa und der Truppe für Operative Kommunikation werden häufig als „Funker“ bezeichnet.
| Mannschaftsdienstgrad |        |                    |
| Niedrigerer Dienstgrad |        | Höherer Dienstgrad |
| | Funker | Gefreiter          |
| Dienstgradgruppe: Mannschaften – Unteroffiziere o.P. – Unteroffiziere m.P. – Leutnante – Hauptleute – Stabsoffiziere – Generale |        |                    |

### Nachrichtendienste
Personal, das meist mit der Auswertung von SIGINT-Daten befasst ist, arbeitet u. a. beim Bundesnachrichtendienst (Abteilung 2, offiziell „Bundesstelle für Fernmeldestatistik“).

## Funker heute
Die Bundesagentur für Arbeit in Deutschland stellt den Beruf des Funkers auch heute noch vor. Als Voraussetzungen nennt sie üblicherweise eine Ausbildung im Bereich Elektronik sowie die für die jeweilige Betriebsart vorgeschriebene Lizenz. Schiffsfunker müssen ein nautisches Befähigungszeugnis, ein gültiges Allgemeines Sprechfunkzeugnis für den Seefunkdienst bzw. das Allgemeine Betriebszeugnis für Funker (GMDSS) vorlegen. Darüber hinaus benötigt man ein Zeugnis über die Seediensttauglichkeit und fundierte Kenntnisse der englischen Sprache.
Zu den Aufgaben gehört neben dem Funkbetrieb auch funktechnische Anlagen instand zu halten. Funker arbeiten hauptsächlich bei Unternehmen der Binnen- und Seeschifffahrt sowie der Luftfahrt. Ebenso bieten Taxiunternehmen sowie die Einsatzzentralen von Rettungsdiensten, Feuerwehren, der Polizei und der Bundeswehr Funkern Arbeitsmöglichkeiten. In der Praxis des Schiffsverkehrs liegt die Aufgabe des Funkers hauptsächlich in der Steuerung der Verkehrsabwicklung (z. B. in Häfen, vor Schleusen), im Kontakt zur Reederei und zu Wetterstationen sowie die Entgegennahme von Not-, Dringlichkeits- oder Sicherheitsmeldungen. Im Schiffsverkehr wirken Funker durch Funkpeilung an der Navigation mit, jedoch ist dies nur noch selten nötig. Schiffsfunker führen den Seefunkverkehr an Land und zu anderen Schiffen und versorgen so die Schiffsführung mit Informationen zur Führung des Schiffs und seiner Sicherheit. Funker geben Nachrichten an die Besatzung weiter, nehmen Hilferufe von in Seenot geratenen Menschen entgegen und beteiligen sich bei der gegenseitigen Hilfeleistung in der Schifffahrt.

## Bekannte Funker und Funkerinnen
Jack Phillips (erster Funkoffizier) und Harold Bride (zweiter Funkoffizier) waren die beiden Funker der Titanic. Sie waren Angestellte der Marconi-Gesellschaft und betrieben für diese die Funkstation auf dem Schiff. Sie setzten den Notruf vor Sinken des Schiffes ab. Bride wurde gerettet, während Philipps im Nordatlantik ertrank. Gladys Kathleen Parkin war eine der ersten und jüngsten Frauen, die eine kommerzielle Funklizenz erster Klasse von der US-amerikanischen Regierung erhielt (1916) – sie war damals 15 Jahre alt. Anne Morrow Lindbergh war Kopilotin, Funkerin, Navigatorin und Ehefrau von Charles Lindbergh. Noor Inayat Khan war eine Funkerin und Agentin der britischen Special Operations Executive.